# Плей-офф МЛБ
Плей-офф МЛБ -   турнир на выбывание, проводимый по окончании регулярного сезона Главной лиги бейсбола.
Начиная с 2012 года для каждой из лиг (Американской и Национальной) турнир состоит из:
- одной игры между командами, получившими уайлд-кард.
- двух Серий дивизионов до 3 побед, в которых участвуют победители дивизионов и  победитель уайлд-кард.
- Чемпионской серии до 4 побед, в которой участвуют победители серий дивизионов.

Победитель Чемпионской серии Американской лиги встречается с победителем Чемпионской серии Национальной лиги в Мировой Серии, которая длится до 4 побед.

## История формата

### До 1969: один раунд
До 1969 года победитель каждой из лиг определялся по итогам регулярного чемпионата. Победители встречались в итоговой серии игр до 4 побед (в 1903, 1919, 1920, 1921 - до 5 побед), которая получила название Мировая серия.

### 1969—1993: два раунда
В 1969 году обе лиги были расширены до 12 команд, что ещё больше усилило конкуренцию в борьбе за победу в лигах. Кроме того, неравномерное географическое распределение команд могло давать некоторое преимущество командам, проводящим больше игр в своем регионе. Учитывая эти факторы, было произведено деление каждой лиги на два дивизиона (Восток и Запад — по шесть команд в соответствии с географическим расположением), а также введен дополнительный раунд плей-офф для определения победителя лиги — Чемпионская Серия Лиги, в котором встречались команды, занявшие по итогам регулярного сезона первые места в своих дивизионах.
Первоначально чемпионская серия проводилась до 3 побед (максимальное количество игр 5). Начиная с 1985 года для определения победителя необходимы 4 победы (максимум 7 матчей).
В рамках такой системы розыгрыша была возможна ситуация, когда одна из лучших команд не попадает в плей-офф (если не выигрывает свой дивизион). Ярким примером стал сезон 1993 года, когда Атланта и Сан-Франциско по итогам регулярного чемпионата имели абсолютно лучшие показатели среди всех 4-х дивизионов (одержали 104 и 103 победы соответственно). Но поскольку обе находились в одном дивизионе, Сан-Франциско не попали в плей-офф.
Сезон 1981 года был омрачен забастовкой игроков, которая разделила его на две примерно равные части. В результате для определения победителей дивизионов был проведен дополнительный раунд плей-офф до 3 побед — Серии дивизионов, в которых встретились победители первой и второй части сезона. Победители этих серий стали участниками Чемпионских серий лиг.

### 1994–2011: три раунда
К сезону 1994 количество команд-участниц увеличилось до 28 (по 14 в каждой лиге), и вновь были изменены структура и формат турнира. Обе лиги были разделены на три дивизиона (добавлены дивизионы Центр, и произведена ротация команд). Для сохранения четного числа участников плей-офф, в каждой лиге было введено дополнительное место в плей-офф - уайлд-кард. Право на это место по итогам регулярного сезона получала лучшая из команд, не являющихся победителем дивизиона.
В результате этих изменений количество участников плей-офф удвоилось, и был введен дополнительный раунд до 3-х побед - Серии дивизионов.
Команда, получившая уайлд-кард, проводила серию с победителем одного из двух "чужих" дивизионов, показавшим наилучший результат по итогам регулярного сезона. Два других победителя дивизионов играли между собой.
Победители серий дивизионов, как и ранее, встречались в Чемпионской серии лиги за получение права попадания в Мировую серию.
Новый формат турнира должен был быть применен в сезоне 1994. Однако сезон не был доигран из-за очередной забастовки игроков. Таким образом, первым сезоном, проведенным по новой схеме, стал сезон 1995 года.

### 2012– настоящее время: Расширение уайлд-кард
В сезоне 2012 было добавлено еще одно место уайлд-кард. Таким образом, кроме трех победителей дивизионов еще две лучшие из оставшихся команд имеют возможность поучаствовать в плей-офф.
Команды, получившие уайлд-кард, встречаются между собой в дополнительном раунде, состоящем всего из одной игры. Победитель получает право участвовать в Серии дивизионов и получает в соперники победителя дивизиона с лучшим результатом по итогам регулярного сезона (даже если он представляет этот же дивизион).

## Определение хозяина поля

### Мировая серия
За время проведения мировых серий были применены  различные форматы определения хозяев поля.
Первоначально игры серии проводились по очереди (1-1-1-1-1-1-1). Хозяин поля в 7 игре (если возникала необходимость в ее проведении) определялся жребием (бросалась монета).
Начиная с сезона 1924 серия проводилась по схеме 2-3-2. Этот формат позволил сократить транспортные издержки на переезд команд после каждой игры. При этом преимущество домашнего поля попеременно предоставлялось представителям Американской и Национальной лиг.
С 2003 по 2016 годы преимущество домашнего поля получал представитель лиги, которая одержала победу в Матче всех звезд. Формат 2-3-2 изменений не претерпел.
С сезона 2017 преимущество домашнего поля получает команда, показавшая лучший результат по итогам регулярного сезона. Формат 2-3-2 остается без изменений.

### Чемпионская серия лиги
Первоначально преимущество дополнительной домашней игры предоставлялось по очереди разным дивизионам.
В сезоне 1985 формат был изменен с 2-3  на 2-3-2 (серия стала проводиться до 4-х побед).
Начиная с 1998 года преимущество предоставляется команде, показавшей лучший результат по итогам регулярного сезона. При этом команда, попавшая в плей-офф через уайлд-кард, получить его не может.

### Серии дивизионов
Первоначально преимущество дополнительной домашней игры предоставлялось по очереди разным дивизионам. Использовался формат 2-3.
Начиная с 1998 года преимущество предоставляется командам, показавшим лучшие результаты по итогам регулярного сезона. При этом команда, попавшая в плей-офф через уайлд-кард, как и ранее, не может получить это преимущество.
Формат был изменен на 2-2-1.